# 崇徳教社
崇徳教社（そうとくきょうしゃ）は、明治15年（1882年）に創立した広島県内の浄土真宗本願寺派教社組織である。初めは真宗進徳教社という呼称であったが、明治16年（1883年）に来広した本願寺第21世明如から「崇徳」の称号を授けられて以後、真宗崇徳教社となる。元々、進徳教校（現崇徳中学校・高等学校）の経営に参画していた。現在の理事長は、安芸教区会議長の毛利滉。

## 概要

### 設立経緯
明治13年（1880年）本願寺明如の「社を結び興学・布教・慈善の三方面に活動せよ」という意を受けて、安芸門徒による50万の浄財を募集し、教社として真宗進徳教社が設立される。社の創立はその母胎となった進徳教校（現崇徳中学校・高等学校）の発展的解消があるため、社の起源を求めるためには進徳教校について見る必要がある。後の項目「進徳教校との関係」を参照。

## 進徳教校との関係

### 進徳教校と真宗進徳教社
進徳教校とは明治10年（1877年）2月、現在の広島市寺町に開設された学仏道場である。この進徳教校が設置された起因は、明治8年（1875年）に本願寺派と大谷派の共同で広島市胡町に寺院子弟の就学の便を図るために学仏場という学舎を設けたことに始まる。そして、後に本派本願寺が各地に末寺子弟の教育を実施することから小教校の設置を計画したため、本派の僧侶だけで小教校としての進徳教校を置くことになる。
当初の教校は、広島市寺町の円龍寺が寄宿舎、真行寺の庫裡が教場として使用された。教師には前田慧雲・高松覚了・青原智水、寮長は中川寂湛、生徒が40余人であったという。そこで真宗の宗学や仏教学などが講じられていた。
明治10年（1877年）8月、西引御堂の山田屋に移転。明治11年（1878年）6月、広島市寺町の仏護寺（現広島別院）に二棟の校舎を新築して移る。仏護寺に移った進徳教校の職員には総監を霊山諦念、副監に観山大順があたっていた。しかし、学舎としての規模が拡大するにつれて資本供給の背景がないため経営に行き詰まった。このため、副監の観山大順が学舎の維持経営の方法について、当時の本願寺派安芸教区教務所幹事の島津日章に訴えたところ、島津の配慮で本願寺の教正であった利井明朗に応急策を願い出た。同時に篤信家で名望家でもある安芸郡長の沢原為綱にも謀った。さらにまた沢原は同郡の篤信家であり仁保村向洋戸長の沢田七右衛門に計った。これを受けて沢田は教校に出頭し、霊山・観山・福島の3人と会見し、教校財政の打開策を講じた。これ以後、教校財政はの計画は沢田が管理することになったと思われる。
他方で、僧俗の有志は仏護寺において集会を開き、「国内信徒は一戸平均二十銭宛に、総額弐万円を募集し、もって校資となす」ことを議決。この結果、山県郡八重の医師である児玉育成、原田譲兵衛などの尽力により予定の倍額である4万円の募金が集まった。そこへ明治13年12月に本願寺の教正・利井明朗が来広し、明如の意である「学校ばかりでなく、一社を結び布教・慈善と三方面に活動」すべきという旨を伝えた。
こうして、明治14年（1881年）に「日三厘十年計画」という貯金法で安芸門徒50万の浄財を募集することになり、ここに教社として真宗進徳教社が創立されることとなった。

### 真宗進徳教社の設立
真宗進徳教社の設立については本願寺も指導にあたり、明治14年9月に安芸地域の有志信徒に資金募集の取締役を委嘱し、また翌明治15年（1882年）4月にはその取締係の総代を仏護寺に集めて、募集の方法について協議させている。一方で、明治14年7月には高田郡高原村の法円寺住職である霊山諦念が願主となり本願寺の添書を受け、同年9月28日付をもって広島県令千田貞暁に申請する。明治15年4月1日、内務卿山田顕義へ教会結社願を進達し、同年5月16日に進徳教社が認可された。こうして明治15年6月20日、進徳教社は広島県庁に届出し結社の準備を完了したのである。浄財募集の成績はめざましく、明治15年末には21万6200円余りを集めている。
募金額を達成するための安芸門徒の努力により、「専ら二諦の宗義を自得し、実地教法の隆替を量り、興学・布教の基本を確立し、併て国家の稗補たらしめ以って四息の一端を念報せんことを要す」という大旨のもとに真宗進徳教社は創立された。明治16年（1883年）には、先述の通り本願寺第21世明如から「崇徳」の称号を授けられたことから、真宗崇徳教社となる。崇徳教社の開社式は創立5年を経た明治20年（1887年）3月25日から3日間、広島市寺町の仏護寺において挙行された。

### 真宗崇徳教社
崇徳教社が設立されると、進徳教校は教社の運営するところとなり、以後教社の三大目的の一つである「興学」の実施機関となって活動する。したがって、崇徳教社の興学とは進徳教校のことである。仏護寺にあった進徳教校は後に明治16年（1883年）2月、沼田郡三篠村楠木の地に移った。そして、同年3月3日、明如が下向して開校式を挙げた。開校式には広島県知事千田貞暁も出席し、児玉育成が祝文を読んだ。

### その後
進徳教校は明治34年（1901年）に広島仏教中学と改名され、経営を本願寺に移した。但し、設備は従来通り教社持ちであり、それ以来学生も全国から入学を許されている。そして翌明治35年（1902年）には第四仏教中学と改称し、明治45年（1912年）に本願寺は第四仏教中学を兵庫県の六甲山に移した。そのあとに、崇徳教社の手により普通中学が開校され「崇徳中学校」として存続していくことになる。

## 崇徳銀行
崇徳銀行とは、明治45年（1912年）3月、広島市に設立された銀行で、中島本町20番地（現・中区中島町）に本店をおいた。初代頭取を務めたのは呉市きっての素封家で敬虔な真宗門徒として知られた沢原為綱で、経営陣には崇徳教社に関係する地元財界人・宗教人が名を連ねた。当初財政難に陥っていた崇徳教社による学校経営は経費を銀行収益から捻出することを目的に、破綻によって廃業した広島市の第一信託銀行の営業権を買収して設立したものであった。当初は業績も順調で崇徳教社の運営費の供給に貢献したが、1921年（大正10年）を頂点に預金額が減少し、戦後恐慌の影響からこれ以上の発展が見込めなくなったため、1924年4月には当時の頭取であった沢原俊雄が頭取を兼務する呉市の沢原銀行に債権・債務の一切を譲渡することを決議し、大正14年（1925年）6月に解散した。

### 歴代頭取
- 初代：沢原為綱（1912年（明治45年）3月～1914年（大正3年）7月）
- 2代：高木幹吾（1914年（大正3年）7月～1921年（大正10年）11月）
- 3代：沢原俊雄（1921年（大正10年）11月～1925年（大正14年）6月）

### 店舗
広島市中島本町20番地の本店のほか、廿日市に支店をおいた。沢原銀行への買収後は本店は同行の広島支店、廿日市支店は同行の廿日市支店となった。

### 銀行の変遷
- 出石商工銀行：明治31年（1898年）～明治40年（1907年）
- 大阪信託銀行（大阪へ移転し改称）：明治40年（1907年）～明治42年（1909年）
- 第一信託銀行（広島へ移転し改称）：明治42年（1909年）～明治45年（1912年）
- 崇徳銀行（1925年に沢原銀行に買収される）：明治45年（1912年）～大正14年（1925年）
- 沢原銀行（1927年に藤田銀行と合併）：明治39年（1906年）～昭和2年（1927年）
- 藤田銀行：大正6年（1917年）～昭和12年（1937年）

## 関係者
- 金尾稜厳 - 大正期の衆議院議員。島根県知事等を歴任。崇徳教社の援助により1882年よりイギリスへ留学。
- 福島大順 - 進徳教校第3代総監。崇徳教社幹事。
- 毛利滉 - 現理事長。呉市の法専寺住職。毛利元就の末裔。